# Resistenza senza leader
La resistenza senza leader (o la cd. struttura a cellule fantasma) è una strategia politica di resistenza in cui piccoli gruppi indipendenti (cellule segrete) sfidano un avversario stabilito. Il modello della resistenza senza leader può essere applicato in diverse modalità, dall'azione nonviolenta, alla disobbedienza civile, agli attentati, agli omicidi e ad altri tipi di azione violenta. Le cellule fantasma non hanno tra loro collegamenti verticali e bidirezionali e possono operare senza comando gerarchico. Ma anche se manca un comando centrale, il concetto non implica necessariamente una mancanza di cooperazione.
Vista la semplicità della strategia, la resistenza senza leader è stata usata da una vasta gamma di movimenti, da gruppi terroristici, da hate groups, da movimenti per i diritti degli animali, a movimenti ambientalisti radicali, così come da gruppi no global, anti-abortisti fino ai gruppi terroristici islamici come al-Qāʿida.
La resistenza senza leader è spesso basata sulla resistenza con mezzi violenti, ma non si limita a questa. La stessa struttura può essere utilizzata da gruppi non-violenti che producono, stampano e distribuiscono testi e materiali multimediali. Su Internet viene usata per creare auto-moltiplicazione di boicottaggi contro avversari politici e manifestazioni spontanee, come nel caso del No Berlusconi Day in Italia, o per realizzare sistemi di moneta elettronica alternativa, che funzionano al di fuori del controllo delle banche e del sistema fiscale degli stati.